# Río Nef
El río Nef es un curso natural de agua que nace de la laguna Nef alimentada por el glaciar Nef y fluye en dirección este casi constante hasta desembocar en el río Baker.

## Trayecto
El río Nef recibe aguas de varios afluentes, tanto a su lado derecho como por el norte.: 564 

## Caudal y régimen
El río Nef aporta con cerca de un 10% del caudal anual del río Baker medido en Angostura Chacabuco.: 121 

## Historia
Lleva el nombre del capitán de fragata Francisco Nef Jara que comandaba la cañonera Magallanes cuando se cartografió los fiordos de los ríos Baker, Pascua y río Bravo que desemboca en el fiordo Mitchell.
Luis Risopatrón lo describe sucintamente en su Diccionario Jeográfico de Chile de 1924:
Nef (Rio) 47° 09’ 73° 00'. Nace de cerros mui nevados, corre hacia el E i se vácia en la márjen W de la parte superior del rio Baker. 134; i 156; i de la Pista en 154.